# Anders Holch Povlsen
Anders Holch Povlsen (Ringkøbing - 4 de novembro de 1972) é um bilionário dinamarquês que é o CEO e único proprietário da rede internacional varejista de roupas Bestseller (que inclui a Vero Moda e Jack &amp; Jones ), uma empresa fundada por seus pais, o maior acionista da internet britânica. o revendedor de roupas Asos.com, e o segundo maior varejista alemão de roupas para internet Zalando . Ele é o maior proprietário privado individual no Reino Unido e o maior proprietário de terras privado da Escócia.
Em 2018, Povlsen era o dinamarquês mais rico da Forbes. 

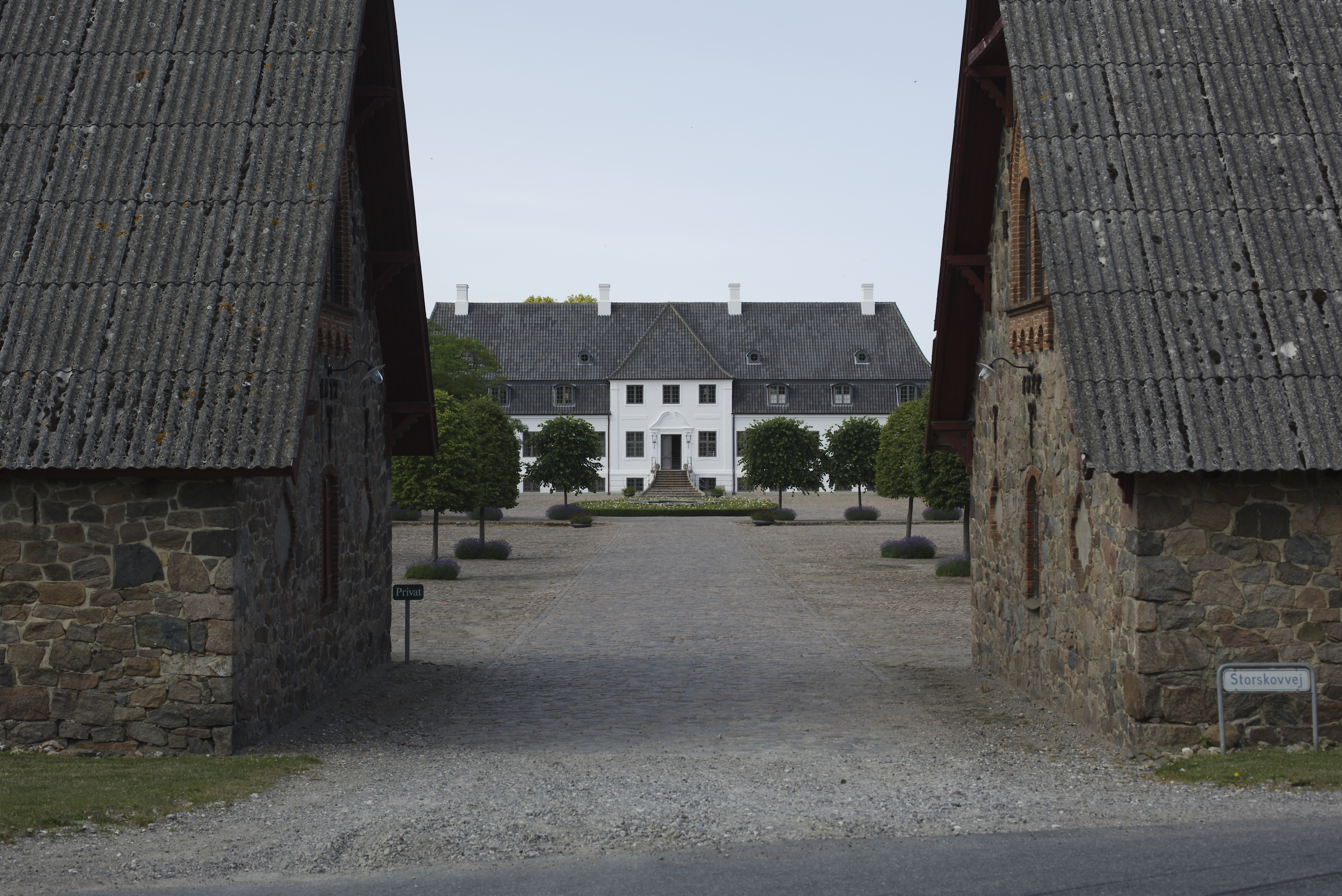
Constantinsborg Estate em Aarhus, Dinamarca

Anders Holch Povlsen nasceu em 1972 em Troels Holch Povlsen e Merete Bech Povlsen. A primeira loja de roupas da família foi inaugurada em 1975 na pequena cidade dinamarquesa de Brande, com uma população de apenas 7 000 pessoas. Outros estabelecimentos logo se seguiram. Anders tinha apenas 28 anos quando seu pai fez dele o único proprietário do Bestseller. A família também tem interesse, juntamente com dois parceiros dinamarqueses, no Bestseller Fashion Group China, uma empresa que cria suas próprias coleções para 5 000 lojas na China.
Ele é o diretor executivo (CEO) do Bestseller. Em 2013, a Povlsen comprou uma participação de 10% no varejista alemão de roupas para internet Zalando, tornando-se o terceiro maior acionista. A Povlsen já tinha uma participação de 27% na ASOS.com, a maior varejista de moda do Reino Unido.
Em abril de 2019, o patrimônio líquido da Povlsen foi estimado em US$ 7,9 bilhões. 

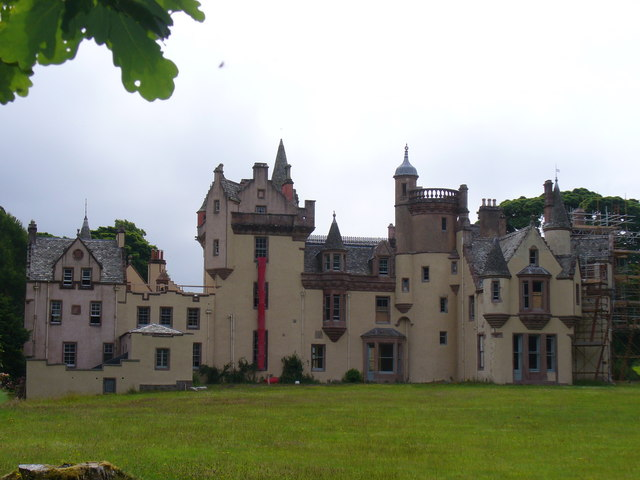
Castelo de Aldourie

Em 2015, ele comprou o Castelo de Aldourie nas margens do Loch Ness por £ 15 milhões. Em outubro de 2016, ele comprou uma propriedade Eriboll de 18.000 acres em Sutherland por £ 7 milhões.
Na Dinamarca, Povlsen é dono e reside na antiga propriedade Constantinsborg, a oeste de Aarhus, juntamente com terras agrícolas e florestas substanciais.
Comprou terras nas Montanhas dos Cárpatos da Romênia para criar uma reserva natural para os lobos, ursos e linces.

## Vida pessoal
Casado com Anne Storm-Pedersen e vive em Aarhus, na Dinamarca.  Povlsen teve quatro filhos: Agnes, Alma, Astrid e Alfred. Três dos seus filhos: Alma (15 anos - primogênita), Agnes (12 anos - segunda filha mais velha) e Alfred (5 anos -filho caçula) foram mortos nos atentados de Páscoa dia 21 de abril de 2019 no Sri Lanka, onde a família passava as férias.